# كريس إريكسون
كريس إريكسون (بالإنجليزية: Chris Erickson) هو منافس ألعاب قوى أسترالي، ولد في 1 ديسمبر 1981.

## وصلات خارجية
- كريس إريكسون على موقع الاتحاد الدولي لألعاب القوى (الإنجليزية)
- كريس إريكسون على موقع أوليمبيديا (الإنجليزية)
- كريس إريكسون على موقع اللجنة الأولمبية الأسترالية (الإنجليزية)